# 星際快閃黨
是一部2005年首映的英美喜劇科幻片，根據著名英國科幻小說作家道格拉斯·亚当斯的改編而成。
電影由加夫·尊寧斯執導，山姆·洛克威尔、莫斯·迪夫、柔伊·黛絲香奈、馬丁·費里曼、比·乃爾及約翰·馬克維奇等主演。

## 劇情
情節廣納了廣播劇、小說、及電視影集。亞瑟、柴法德、與崔莉恩之間的三角戀情；他們拜訪了勃根人（Vogons）的母國，勃格天體（Vogsphere），以及附屬的 Viltvodle VI。電影概略地涵蓋了廣播劇前四小篇的故事，結局結於角色們往宇宙盡頭的餐廳途中，留給續集一個伏筆。

## 演員
- 馬丁·費里曼 飾 亞瑟·鄧特（Arthur Dent）
- 莫斯·迪夫 飾 福特·派法（Ford Perfect）
- 柔伊·黛絲香奈 飾 崔莉恩（Trillian）
- 山姆·洛克威尔 飾 柴法德·畢博布羅克斯（Zaphod Beeblebrox）
- 比·乃爾 飾 斯拉提巴法斯特（Slartibartfast）
- 約翰·馬克維奇 飾 哈馬·卡夫拉（Humma Kavula）
- 艾倫·瑞克曼 飾 馬文（Marvin，配音）
- 機械人服裝由瓦威克·戴維斯（Warwick Davis）穿戴
- 史蒂芬·弗莱 飾 指南（Guide，旁白）

## 评论
影評家及影迷對電影均有不同的反應。大部份評論堅持電影概念相當良好，只是敘事順序有些問題。另一方面，有影評認為製片人為了票房，有意地偏頗了美國市場並將電影濃縮製成兩小時，從而犧牲了幽默感及宇宙觀元素，就算劇本最初由亞當斯親自執筆也無濟於事。部份影迷則覺得電影改編喪失了本質原有的幽默感和宇宙觀，他們更對新加的浪漫元素很反感，將此視為是不應存在的好萊塢式情節。
電影在商業上獲得了相當斐然的成績，美國在開映週末獲得2100萬美元，英國在開映週末獲得接近330萬英鎊——包含在美國及英國開播週末的2005年電影。

## DVD
影片在2005年9月5日發行DVD（第二區，PAL），同時發行標準雙碟版及英國獨賣限量禮盒版。禮盒版包括電影封面小說及電影珍藏海報，包裝在一個電影版複製《便車指南》推進器裡。美國與加拿大於2005年9月13日發行單碟全螢幕版本。用通用媒體光碟形式與藍光光碟形式的也在此三個國家的個別發行日期發行。

## 外部連結
- Towelday.org （页面存档备份，存于）
- 互联网电影数据库（IMDb）上《星際快閃黨》的资料（英文）
- AllMovie上《星際快閃黨》的资料（英文）
- 豆瓣电影上《星際快閃黨》的資料 （简体中文）